# Малина Попиванова
Малина Попиванова е югославска комунистка.

## Биография
Родена е на 7 април 1902 година в град Кочани. Завършва гимназия в София. През 1919 година е арестувана от полицията в София за демонстрации и е затворена заедно с баща си Стефан Попиванов и братята си Цеко и Иван за комунистическа дейност.
В края на 1920 година семейството ѝ емигрира в Югославия. Същата година влиза в ЮКП и извършва политическа дейност в Белград, където остава до средата на 1921 година и учи фармакология. След това се завръща в Скопие, където остава до 1924 година. През есента на 1924 година заминава да учи в СССР в Комунистическия университет в Свердсловск. Завършва през 1928 година. През есента на 1928 година Попиванов е делегат на Четвъртия конгрес на ЮКП в Дрезден, където се запознава с Кочо Рацин. Там е избрана за член на ЦК на ЮКП. На следващата година поради болест заминава за СССР, където живее под името Елена Николаевна Галкина. През 1935 година е обвинена в конспиративна дейност и е заточена в Сибир, в Тюменска област, където остава до смъртта си и работи като учител по история.
На 28 ноември 1963 година с решение на Военната колегия на Върховния съд на СССР Малина Попиванова и баща ѝ Стефан са реабилитирани политически.